# توريس
توريس (بالإنجليزية: Torres)‏ هي فنانة وملحنة وكاتبة غنائية ومغنية مؤلفة وموسيقية أمريكية، ولدت في 23 يناير 1991 في جورجيا في الولايات المتحدة.

## وصلات خارجية
- الموقع الرسمي
- توريس على موقع ميوزك برينز (الإنجليزية)
- توريس على موقع ديسكوغز (الإنجليزية)